# پادشاهان فرار
پادشاهان فرار یا سلاطین فرار (به انگلیسی: Breakout Kings) نام سریال آمریکایی است که توسط نیک سانتورا و مت اولمستد ساخته شده‌است و از شبکه A&E پخش می‌شود. اولین قسمت این سریال در ۶ مارس ۲۰۱۱ به روی ایر رفت. در ۶ ژوئیه ۲۰۱۱ اعلام شد که فصل دوم این سریال نیز ساخته خواهد شد.

## داستان سریال
در هر قسمت از این مجموعه، ۳ زندانی خلافکار حرفه‌ای برای به دام انداختن فراری‌های دیگر کمک گرفته می‌شود و با آن‌ها قرار گذاشته می‌شود که هر بار، هر خلافکاری را که دستگیر کنند، یک ماه از محکومیتشان کم می‌شود. در قسمت اول، پس از پایان موفقیت‌آمیز مأموریت، آن‌ها به زندانی مجهزتر و بهتر منتقل شدند. اما اگر برای فرار تلاش کنند، به زندان قبلی‌شان بازگردانده می‌شوند و محکومیتشان دوبرابر خواهد شد.
لازم به ذکر است که آهنگساز این سریال "رامین جوادی" آهنگسازی ایرانی - آلمانی است که تاکنون فیلمها و سریالهای متعددی نظیر مرد آهنی، فرار از زندان، وست‌ورلد و بازی تاج و تخت را در کارنامه خود داشته است.

## بازیگران
- لاز آلونسو در نقش چارلی دوشامپ
- بروک نوین در نقش جولیان سیمز
- دومنیک لامباردوتزی در نقش ری زانکانلی
- مالکوم گودوین در نقش شی دنیلز
- سریندا سوان در نقش اریکا رید
- جیمی سیمپسون در نقش دکتر لوید لوئری

## تولید
ابتدا قرار بود تا این سریال از شبکه فاکس پخش بشود.مت اولمستد و نیک سانتورا فیلم‌نامهٔ قسمت اول را نوشتند. در ژانویه ۲۰۱۰ فاکس فیلم‌نامه را پذیرفت. در ۱۰ می ۲۰۱۰ اعلام شد که فاکس این سریال را برای فصل تلویزیونی ۲۰۱۰-۱۱ پخش نمی‌کند. فاکس تلاش کرد تا این سریال را به شبکه‌ای دیگر بفروشد تا این‌که در ژوئن ۲۰۱۰ اعلام شد که شبکه A&E این سریال را در ۱۳ قسمت پخش می‌کند.

فیلم‌برداری در پاییز ۲۰۱۰ در تورنتو آغاز شد. همچنین رابرت نپر در نقش خود در سریال فرار از زندان یعنی تئودور بگول در قسمت سوم فصل ۱ این سریال ظاهر شده‌است.

## پانویس

شخصیت‌های اصلی سریال، از راست به چپ: ری زانکانلی، چارلی دوشامپ، اریکا رید، شی دنیلز، دکتر لوید لوئری نوشتهٔ بالای پوستر: باید یک فریبکار داشته باشی تا یک فریبکار دیگر را بگیری